# Pablo Roces Lamuño
Pablo Roces Lamuño (1771- 1834) nació en San Esteban de Linares (Langreo) el 2 de octubre de 1771 miembro de la Familia Lamuño fue un opositor del liberalismo durante el reinado de Fernando VII.
Estudió la carrera eclesiástica en la Universidad de Oviedo tras tres años en la Facultad de Filosofía y nueve en la de Teología, donde alcanzó el grado de Bachiller en 1792 y los de licenciado y doctor en 1794. Fue profesor auxiliar en la misma Universidad y el 2 de marzo de 1796 logró cátedra y canonjías en Teología y Filosofía. También opositó al curato, logrando varias canonjías y siendo párroco en parroquias como la de Santa María de los Cuquillos, que prefirió a la cátedra, desde 1797 hasta 1803, cuando fue trasladado a la de San Félix de Lugones. 
En 1812 vuelve a Oviedo, ocupando la canonjía de magistral de la Catedral de Oviedo. Gracias a su defensa del absolutismo ya en la guerra contra los franceses, su lucha en favor del absolutismo monárquico adquirió presencia y fama en la vida pública, acerando su pluma contra todo lo que pudiera suponer una manifestación de liberalismo, incluso contra los gobernadores del Obispado. Al triunfar la reacción absolutista (Cien Mil Hijos de San Luis) en 1823, recibió la recompensa de varios rectorados de la Universidad como su pariente Francisco A. Lamuño Palacio , durante los períodos 1822-24, 1827-28 y 1832-33. Al morir Fernando VII abrazó la causa de don Carlos María Isidro de Borbón, Carlos V para los carlistas, siendo ejecutado por las tropas Isabelinas por ello. El Claustro de la Universidad de Oviedo celebró funerales solemnes por el Rector Pablo Roces Lamuño, el luchador realista ejecutado en 1834. Se llamó a Lamuño «primer mártir de la lealtad asturiana» y se calificó con los adjetivos de desleales, cobardes y perjuros, a los liberales sublevados en Oviedo. 
Se pensó en levantar un monumento al bachiller en el lugar del campo de San Francisco donde fue ejecutado y la gente sencilla y supersticiosa, muy dada a lo sobrenatural y extraordinario, temía pasar por aquellos alrededores pues se decía que por las noches aparecía una paloma blanca, que era el alma del realista muerto, la que se presentaba, parece, no como alma en pena, sino triunfante, a la manera del espíritu de Santa Eulalia, en el martirio.